# Walter Herrenbrück senior
Walter Herrenbrück (* 3. April 1910 in Stockport; † 31. Juli 1978 in Oldenburg (Oldb)) war ein deutscher evangelisch-reformierter Theologe und als Landessuperintendent lange Jahre Leitender Geistlicher der Evangelisch-reformierten Kirche in Nordwestdeutschland.
Herrenbrück, der Sohn des Kaufmanns und späteren Prokuristen der I.G. Farben Ernst Herrenbrück, wuchs in Elberfeld, Opladen und Frankfurt am Main auf wurde im Studium an der Theologischen Schule Elberfeld (1928/29) und den Universitäten Tübingen (1929/30), Zürich (1930/31) und Bonn (1931–33) vor allem durch Otto Weber, Emil Brunner und Karl Barth geprägt, mit denen er zeitlebens korrespondierte. Im Vikariat war Hermann Albert Hesse sein Lehrpfarrer; unter seinem Einfluss schloss er sich der Bekennenden Kirche an. 1936 wurde er zunächst Hilfsprediger und 1937 Pfarrer in Tergast (Ostfriesland), unterbrochen durch den Dienst als Soldat in der Wehrmacht. 1946 wurde er nebenamtlich Superintendent und Mitglied der Landessynode der Evangelisch-reformierten Kirche in Nordwestdeutschland, 1950 Pfarrer in Leer (Ostfriesland). Da er sich im Kirchenkampf als Vertreter der Bekennenden Kirche profiliert hatte, führte er die Opposition gegen den mit dem NS-Regime kooperierenden Landessuperintendenten Walter Hollweg und wurde 1951 zu dessen Nachfolger gewählt. Nach Ende seiner 12-jährigen Amtszeit übernahm er 1963 die Pfarrstelle an der reformierten Kirche in Hannover. 1975 ging er in den Ruhestand und zog nach Oldenburg, wo er 1978 starb.
Aus der 1936 mit der Pfarrerstochter Anna-Helene Buß geschlossenen Ehe hatte Herrenbrück drei Söhne. Sein Sohn Walter Herrenbrück junior wurde ebenfalls reformierter Pfarrer und amtierte von 1987 bis 2003 als Landessuperintendent der Evangelisch-reformierten Kirche in Nordwestdeutschland bzw. der 1989 aus ihr hervorgegangenen Evangelisch-reformierten Kirche.
Die Georg-August-Universität Göttingen zeichnete Herrenbrück 1956 mit der theologischen Ehrendoktorwürde aus.

## Veröffentlichungen
- (als Hrsg. mit Udo Smidt:) Warum wirst Du ein Christ genannt? Vorträge und Aufsätze zum Heidelberger Katechismus im Jubiläumsjahr 1963. Neukirchener Verlag, Neukirchen-Vluyn 1965.
- (als Hrsg. mit Karl Halaski:) Kirche, Konfession, Ökumene, Festschrift für Professor D. Dr. Wilhelm Niesel, Moderator des Reformierten Bundes zum 70. Geburtstag. Neukirchener Verlag, Neukirchen-Vluyn 1973.